# Ahto Levi
Ahto Levi (mit bürgerlichem Namen Levi Lippu, * 18. Juni 1931 in Kuressaare; † 20. Januar 2006 in Moskau) war ein russisch-estnischer Schriftsteller.

## Leben
Levi ging in Kuressaare zur Schule und wurde zum Ende der deutschen Besatzungszeit – Estland war im Verlauf des Zweiten Weltkriegs von 1941 bis 1944 von Deutschland besetzt – nach Deutschland verschickt. Dort leistete er 1944–1945 Hilfsdienste bei der deutschen Luftwaffe, 1947 konnte er nach Estland zurückkehren. 1948 wurde er inhaftiert, „über das dazwischenliegende Jahr sagen die Lexika nichts“, und es sei fraglich, ob er in dieser Periode ein „aufrechter Dieb oder eine skeptischer Waldbruder“ war, aber er war „sicherlich kein politischer Gefangener“, wie der estnische Schriftsteller Teet Kallas glaubte.
Bis 1963 war Levi in sowjetischen Gefangenenlagern, danach arbeitete er in verschiedenen Gegenden der Sowjetunion. Ab 1968 lebte er als Schriftsteller in Moskau.

## Werk
Laut eigener Aussage fing Levi als Neunjähriger mit dem Schreiben von Abenteuergeschichten an. Als Lagerinsasse hat er dann Tagebuch geführt und sich auch um eine Veröffentlichung in Estland bemüht, sich letztlich jedoch für eine Publikation auf Russisch entschieden: „Beim Blättern im Tagebuch merke ich, daß es ziemlich alt, bereits völlig zerfledert ist und sich jeden Moment in seine Bestandteile auflösen kann. Ich werde es neu schreiben, auf russisch diesmal. Das hat einiges für sich: Ich kann dabei russisch schreiben lernen, die Tage, diese endlosen Gefängnistage, werden ausgefüllt sein und rascher vergehen, und nicht zuletzt wird dabei ein neues Tagebuch herausspringen.“
Sein auf Russisch publiziertes Tagebuch Ich war der Graue Wolf erwies sich als ausgesprochen populär und wurde in viele Sprachen (des sozialistischen Auslands) übersetzt. Es kann als „ein locker und salopp, teilweise im Unterweltjargon abgefasster jugendlicher Abenteuerbericht [gelesen werden], der dann übergeht in die Lebensbeschreibungen von jemandem, der auf die schiefe Bahn gerät und sich im Straflager bei Zwangsarbeit behaupten muss.“ Allein im Deutschen erlebte das Buch vier Auflagen, und es wurde auch mehrfach in der Presse rezensiert. Auch die Fortsetzung Das Lächeln Fortunas wurde übersetzt und in Deutschland rezipiert: „Die beiden Ausgaben von Levi waren eine Bereicherung des DDR-Leseangebotes in den siebziger Jahren. Außerdem wurden westliche Meinungen widerlegt, die behaupteten, daß nichts über sowjetische Straflager u.ä. herausgegeben werden dürfte, und trotzdem waren sie keine antisowjetischen Propagandawerke.“

## Trivia
Da Levi auf Russisch schrieb, wird er im Allgemeinen nicht zur estnischen Literatur gerechnet. Er war aber mit seinen Werken in einer in Tallinn herausgegebenen Bibliografie zur übersetzten estnischen Literatur aufgenommen worden. Weil biografische Informationen zum Autor damals nirgendwo zu bekommen waren, wandte sich die Redaktion der Zeitschrift Estonia 1985 (Nr. 1, S. 28) mit einem Aufruf an die Leserschaft, ihr Informationen über diesen Autor zukommen zu lassen. Als direkte Reaktion darauf schrieb Ahto Levi seine kurze autobiografische Skizze für Looming (Nr. 1/1988).

## Bibliografie
- Russische Titel: s. Einträge m russischen Verbundkatalog

- Deutsche Übersetzungen:
  - Ich war der Graue Wolf. Aufzeichnungen aus der Unterwelt. Aus dem Russischen von Harry Burck. Mit einer Vorbemerkung von Marietta Schaginjan. Berlin: Verlag Kultur und Fortschritt 1970. 274 S.; 2. Aufl.: Verlag Volk und Welt 1971. 274 S.; 3. Aufl.: Verlag Volk und Welt 1972. 272 S.; 4. Aufl.: Verlag Volk und Welt 1975. 271 S.
  - Das Lächeln Fortunas. Roman. Aus dem Russischen von Harry Burck. Berlin: Volk und Welt 1977. 277 S.

## Sekundärliteratur
- Ahto Levi iseendast, in: Looming 1/1988, S. 136–138.
- Teet Kallas: Halli hunti meenutades, in: Looming 4/2006, S. 636–637.